# Kovas Kaunas

Šančių šaulių futbolo komanda "Kovas" var en fodboldklub fra den litauiske by Kaunas. Kovas oversat fra litauisk betyder marts måned.

## Historie
Klubben blev stiftet i 11. marts 1923 (ŠŠ Kovas) og gik konkurs i 1944.
1921 – LFLS Šančiai
1923 – ŠŠ Kovas Kaunas

## Titler

### Nationalt
- A Lyga
  - Vindere (6): 1924, 1925, 1926, 1933, 1935, 1936.[1]
  - Andenplads (4): 1922, 1931, 1937, 1939.

## Klub farver
- Hvid, rød, sort.

| KOVAS | KOVAS | KOVAS |

## Bane farver
| 1923 – ???? Hjemmebane | 1923 − ???? Udebane | ~1938 Hjemmebane | ~1938 Udebane |